# Auguste Bonheur
Auguste Bonheur (3 de noviembre de 1824, Burdeos – 21 de febrero de 1884 en Bellevue, Seine-et-Oise) fue un pintor francés de animales y paisajes. En su obra fue capaz de representar con precisión el horizonte, el ambiente, los escenarios luminosos y el espacio. Sus composiciones muestran la influencia de pinturas de animales de pintores holandeses del siglo XVII como Aelbert Cuyp y Paulus Potter. Sus trabajos fueron también comparados con los de su hermana mayor, la conocida pintora Rosa Bonheur, quien tuvo un mayor éxito, aun así las pinturas de Bonheur gozaron de popularidad entre los coleccionistas de arte británicos. En Holanda un tío de Vicent van Gogh, un marchante de arte, adquirió una de sus pinturas.

## Trayectoria
Bonheur fue hijo del pintor Oscar-Raymond Bonheur (1796–1849) y Christine Dorotheé Sophie Marquis (1797–1833), hermano de la pintora Rosa Bonheur, del escultor animalístico Isidore Bonheur y de Juliette Bonheur, también pintora. La residencia familiar de los Bonheur estaba en Magny-les-Hameaux, departamento de Yvelines.  
Se formó en el taller de su padre y  estudió en la École des Beaux-Arts de Paris en 1848, siendo alumno de Paul Delaroche. Pintor de estilo tradicional y detallado, se convirtió en animalier (animalista) como su hermana Rosa. Expuso por primera vez en el Salón de París de 1845; en 1852 ganó una tercera medalla por sus paisajes Costa de Brageac (Cantal) y Alrededores de Mauriac (Cantal) y  en 1861 una primera medalla con Dejando el pasto.
En 1863 un viaje a Escocia fue inspiración para su obra Escena de las Highland con ganado,  expuesta en el Museo de Victoria y Alberto y que representa el paisaje de los lagos escoceses. Tres años después, la pintura de Bonheur Escena de montaña en Auvernia: mañana temprano se expuso en Liverpool como parte de una exposición de pintura francesa, junto con otras obras de Rosa. Esta puede ser la misma pintura que Las ruinas del Château d’Apchon expuesta en el Salón en 1853 y comprada por el ministro del Interior francés por consejo de su hermana y vendida tiempo después a George Holt de Sudley House con el título Paisaje, Auvernia.
El poeta y crítico de arte Théophile Gautier visitó el Salón de 1861 y destacó las tres pinturas que había expuesto Auguste Bonheur. Escribiendo en Abécédaire du Salon de 1861, Gautier señaló la similitud de su estilo con el de Rosa Bonheur, aunque los escenarios del paisaje de Auguste eran más fuertes y puros en color, dando una impresión de luz solar luminosa. En general, Gautier prefirió las pinturas de Rosa Bonheur por su pincelada más fuerte.

Auguste Bonheur fue nombrado Caballero de la Legión de Honor en 1867.

Auguste Bonheur's paintings
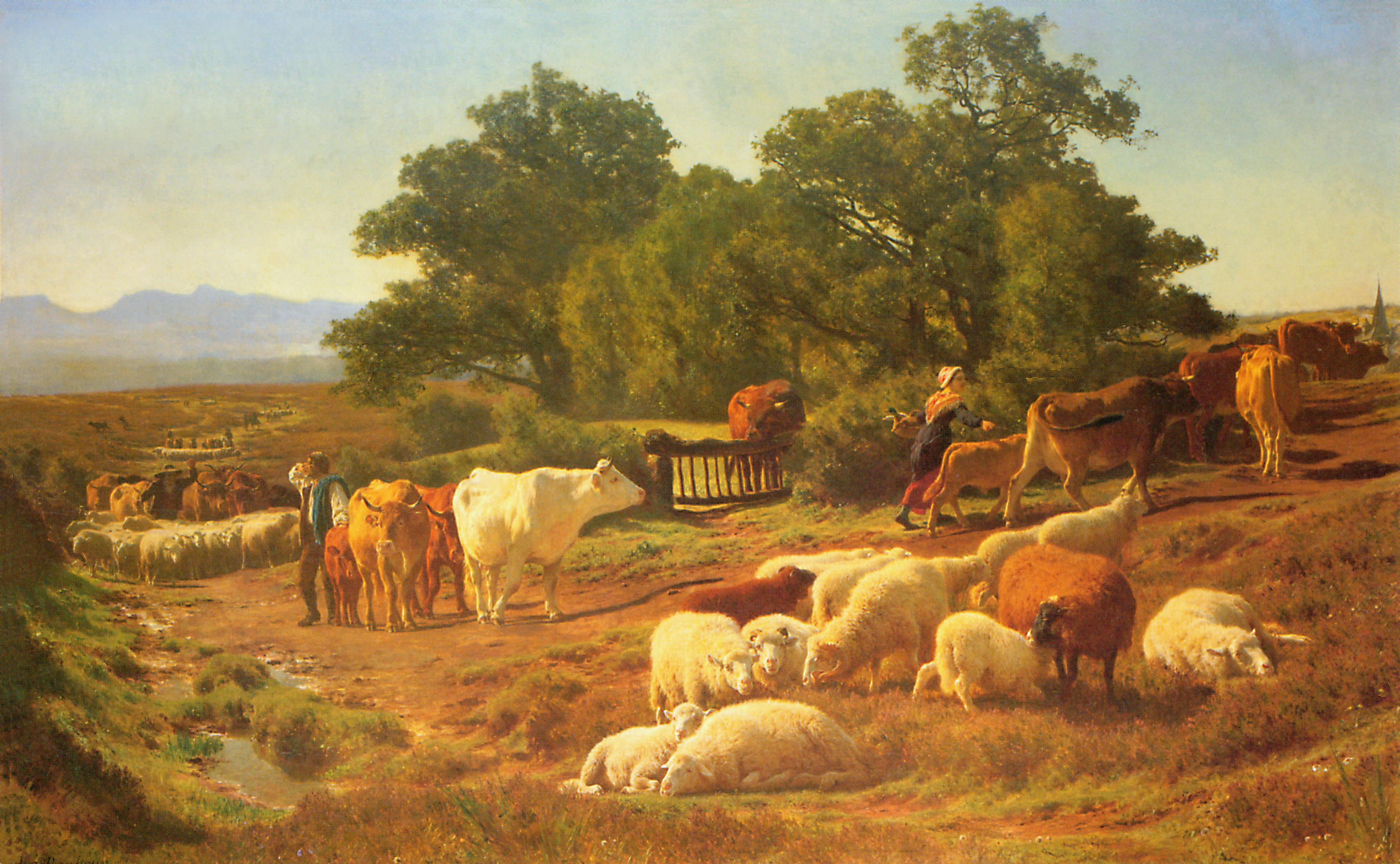
El regreso del pasto, 1861. Óleo sobre lienzo.
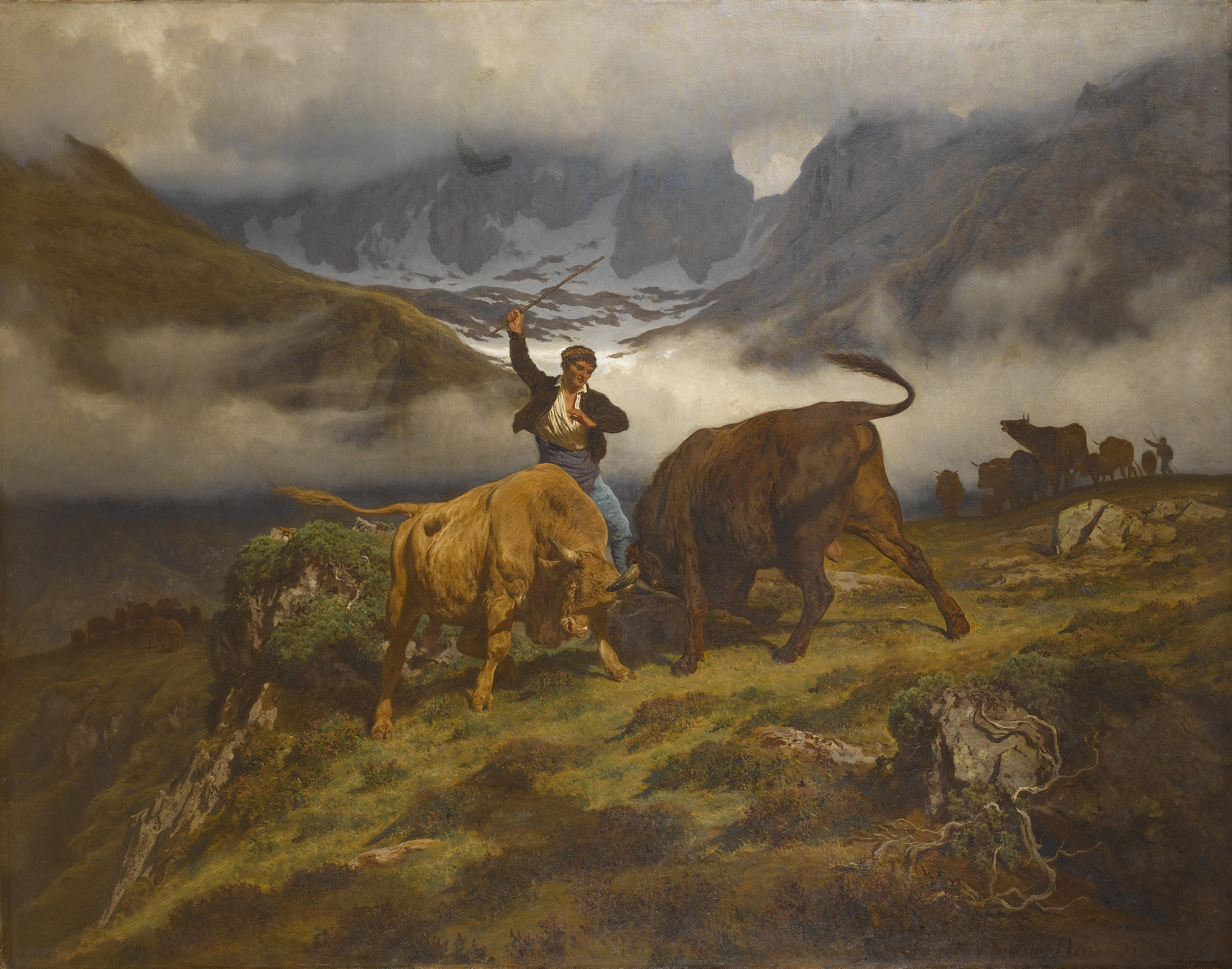
El combate, recuerdo de los Pirineos
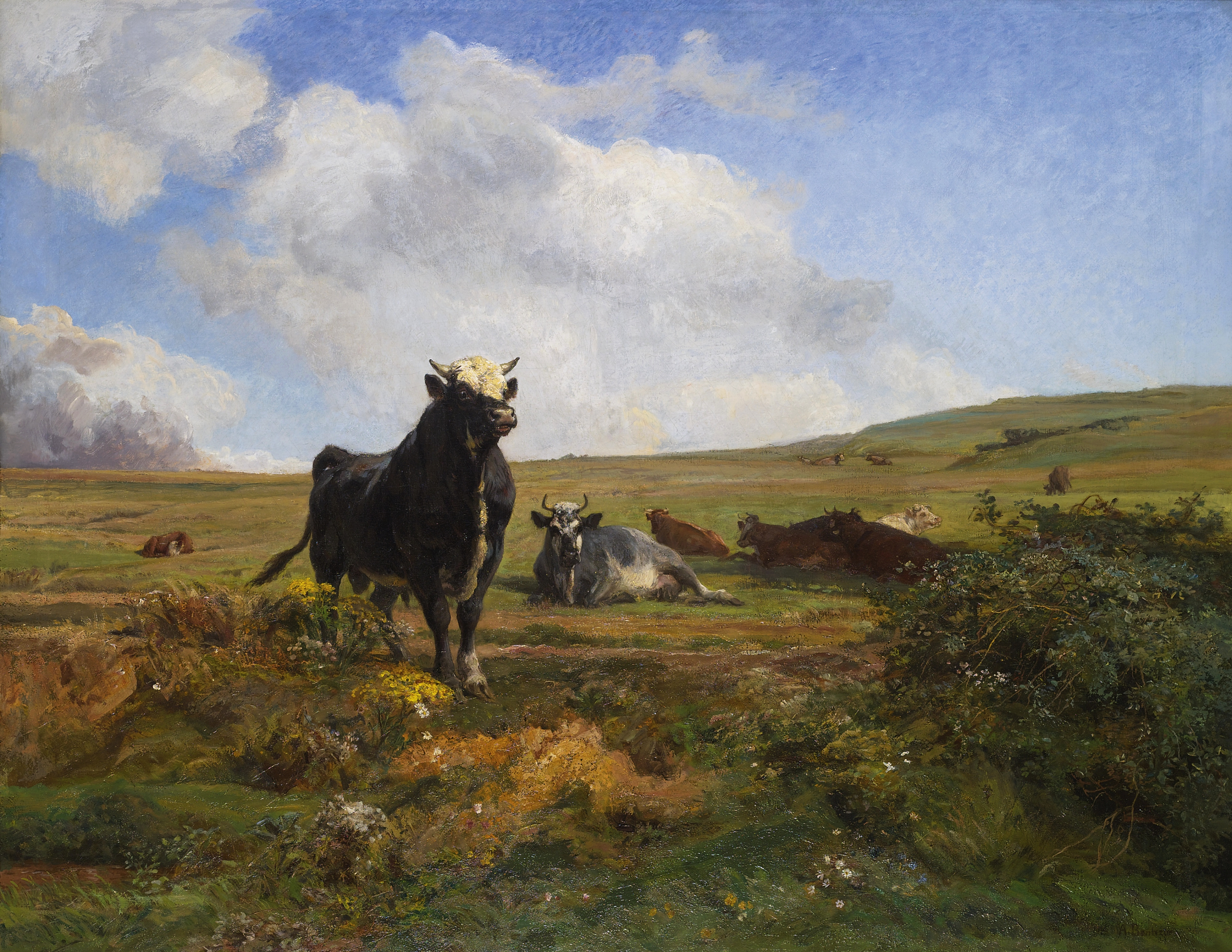
El jefe de la manada.
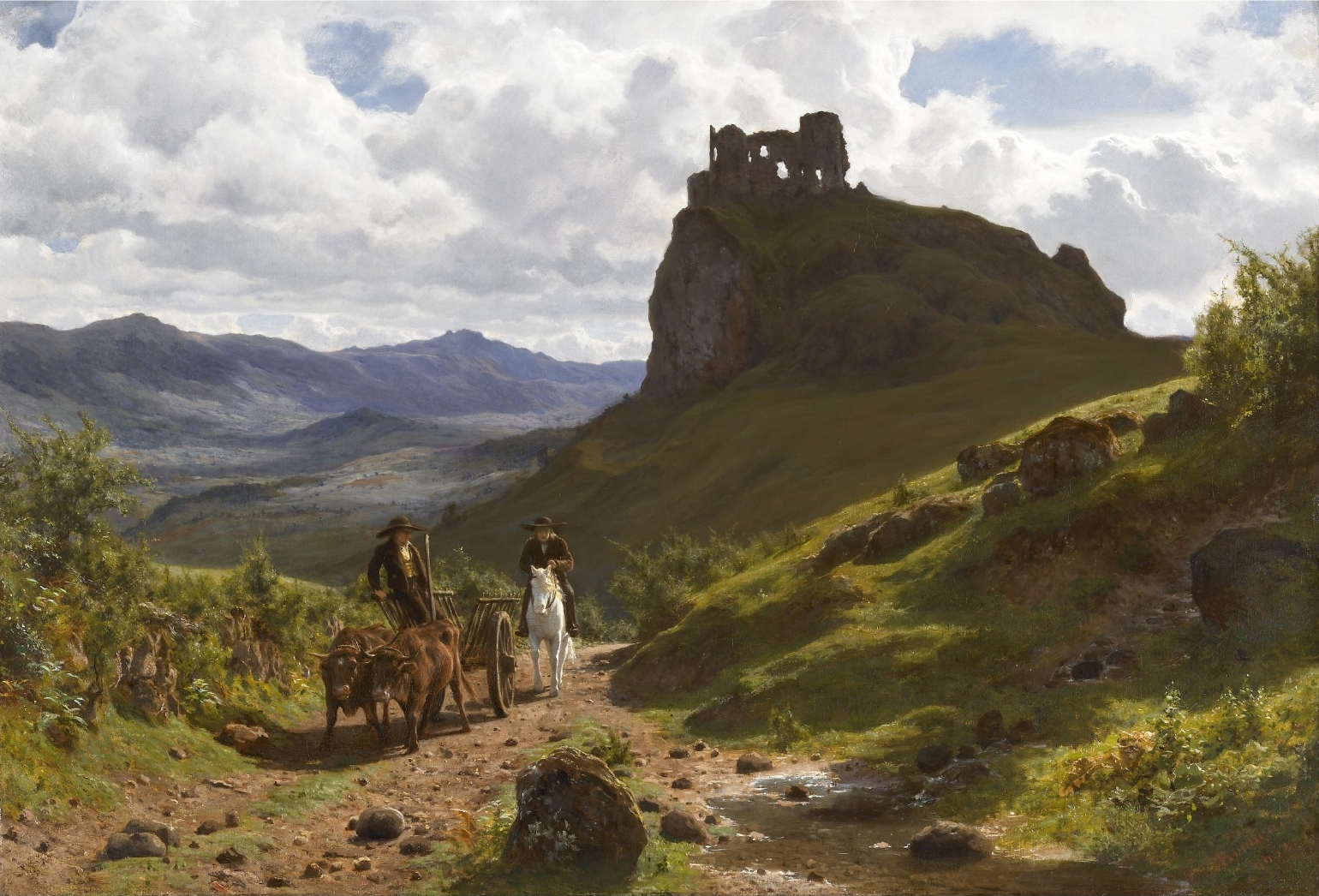
Las ruinas del Château d’Apchon.
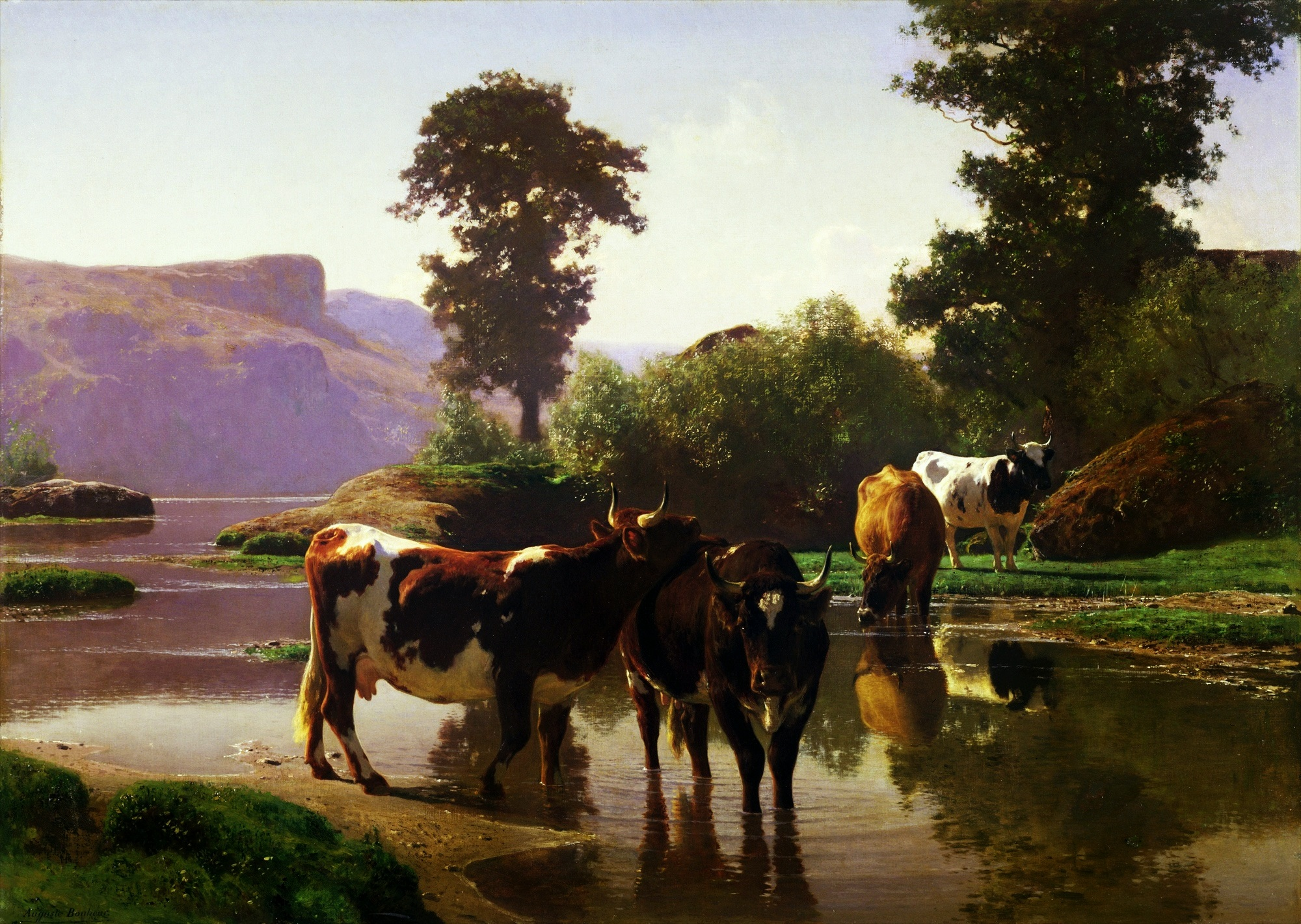
Pastizal junto al lago.
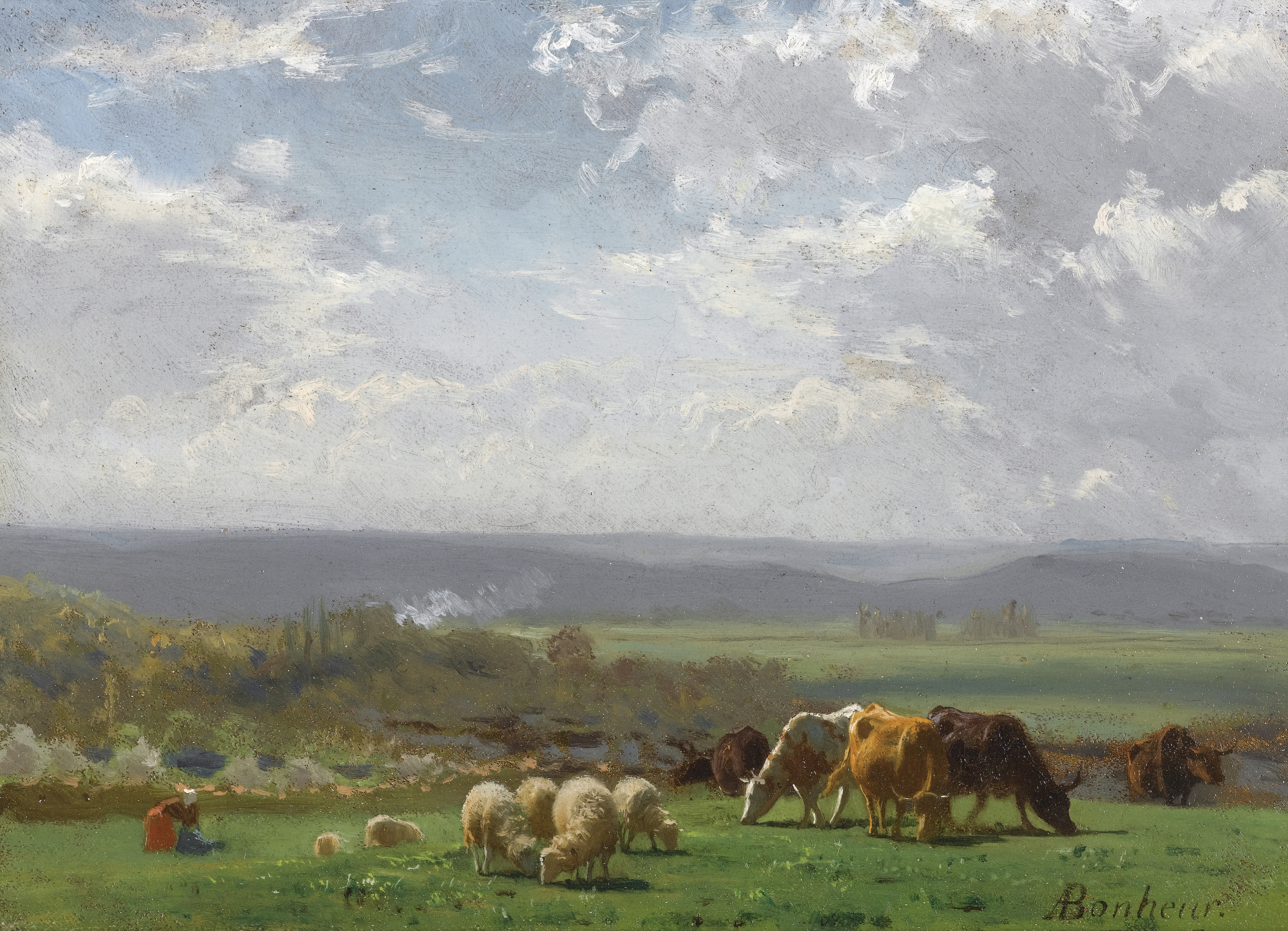
Escena en Auvernia: Mañana temprano.
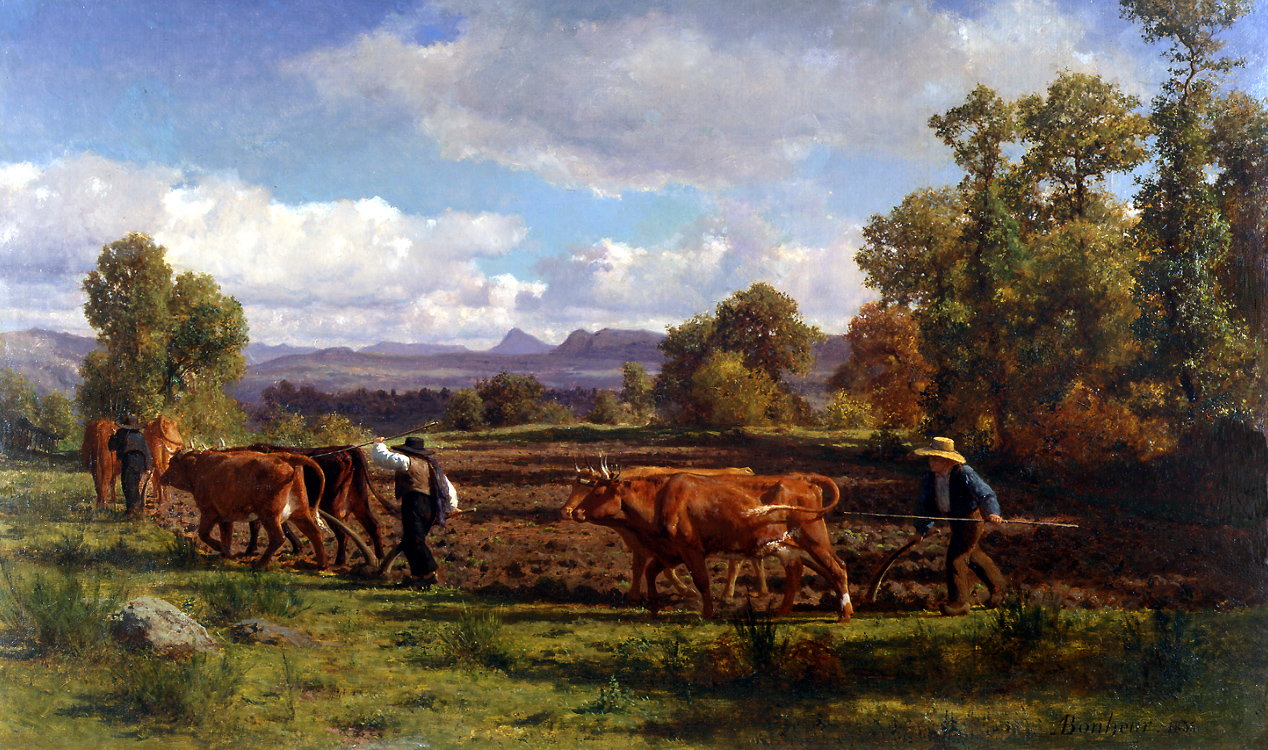
Arando en el Nivernais.
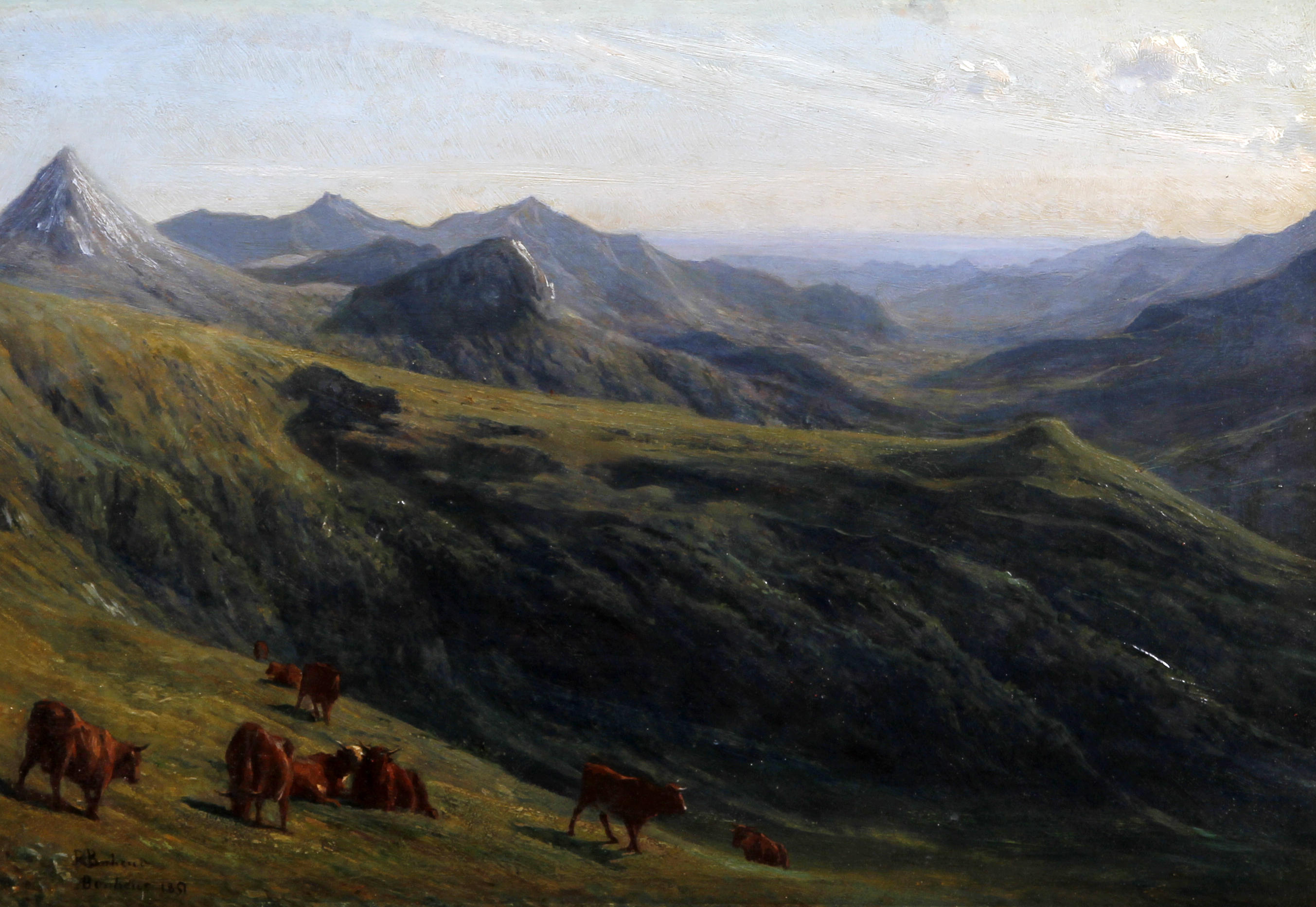
Auguste y Rosa Bonheur, Vacas en una colina.